# بتا-کاتنین

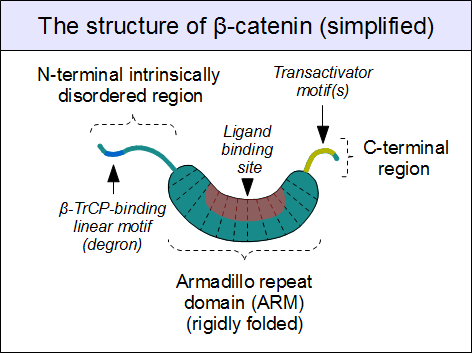
تصویر ساده‌شده‌ای از ساختارِ بتا-کاتنین.

بتا-کاتنین (انگلیسی: β-catenin) نام یک پروتئین است که در انسان توسط ژن «CTNNB1» کُد می‌شود. بتا-کاتنین یک پروتئین دوکاره است که در تنظیم و هماهنگی چسبندگی سلول‌به‌سلول و همچنین رونویسی ژن‌ها نقش دارد.
هومولوگ این پروتئین در مگس سرکه، «آرمادیلو» نامیده می‌شود. بتا-کاتنین یکی از زیرواحدهای کمپلکس پروتئینی کادهرین است و به‌عنوان یک فرستندهٔ سیگنال درون سلولی در «مسیر سیگنال‌دهی Wnt» عمل می‌کند.
بتا-کاتنین در بسیاری از بافت‌های بدن تولید می‌شود.
جهش و افزایش بیان ژنی این پروتئین با سرطان‌های گوناگونی مرتبط است، از جمله کارسینوم هپاتوسلولار (کبد)، سرطان پستان، سرطان روده بزرگ، سرطان ریه، سرطان تخمدان و سرطان مخاط رحم.
همچنین تغییرات بیان ژنی این پروتئین با بسیاری از بیماری قلبی-عروقی از جمله «کاردیومیوپاتی گشادشده» (DCM).
بتا-کاتنین توسط «کمپلکس تخریب بتا-کاتنین» و همچنین پروتئین «APC» کنترل و تخریب می‌شود. در نتیجه هرگونه جهش در ژن «APC»، ارتباط نزدیکی با بروز برخی سرطان‌ها، به‌ویژه «سرطان روده بزرگ» و «پولیپوز آدنوماتوز خانوادگی» دارد.